# Koichi Zenigata
Koichi Zenigata (ou Gaston Lacogne dans la version française) est un personnage du manga/anime Lupin III. Inspecteur de police japonais, il est l'opposant majeur du protagoniste Arsène Lupin III ; son but dans la vie est de capturer ce dernier.
L'inspecteur Zenigata est le descendant de Zenigata Heiji, inspecteur de police de fiction qui est le héros d'une série de romans policiers japonais (tout comme Arsène Lupin III est le descendant du héros fictif Arsène Lupin). Alors que son ancêtre Heiji se distinguait par l'usage de pièces de monnaie pour prendre des décisions ou capturer les criminels, Koichi Zenigata se sert parfois de menottes, qu'il sait lancer de manière habile afin qu'elles se referment sur les mains de celui qu'il poursuit (souvent Lupin).
Malgré cette obsession, Zenigata et Lupin ont l'un pour l'autre une certaine affection réciproque, qui va parfois jusqu'à une romance implicite selon les différentes adaptation. Lorsqu'un des deux hommes est en véritable mauvaise situation, l'autre est souvent prêt à intervenir en sa faveur. D'ailleurs, sans son imperméable et son chapeau, Zenigata ressemble physiquement à Lupin, arborant même des rouflaquettes comme le gentleman cambrioleur, bien qu'étant bien plus corpulent et basané.
Lupin sait que Zenigata n'a pas d'autre plaisir dans la vie que de le poursuivre. Une fois, alors que Zenigata l'avait arrêté de manière humiliante, Lupin avait décidé de se venger en ne s'évadant pas de la prison qui le retenait pendant un an, ce qui rendait l'inspecteur très nerveux, s'attendant à n'importe quel coup fourré.
L'inspecteur Koichi Zenigata est du même moule que plusieurs policiers de fiction qui sont très dévoués à la tâche que de capturer un protagoniste, tels Javert dans Les Misérables ou Philip Gerard dans Le Fugitif ; obstinés dans leur traque sans être véritablement des "méchants".